# (9635) 1993 XS
1993 أكس أس (ويعرف أيضًا باسم (9635) 1993 أكس أس وفق تسمية الكوكب الصغير) (بالإنجليزية: 1993 XS)‏ هو كويكب ضمن حزام الكويكبات؛ وترتيبه 9635 من حيث الاكتشاف.
اكتُشف هذا الجُرم الفلكي بواسطة تاكيشي أوراتا ‏ في 9 ديسمبر 1993.

## وصلات خارجية
- (9635) 1993 XS في قاعدة بيانات مختبر الدفع النفاث لأجرام النظام الشمسي الصغيرة

- الاكتشاف · مخطط المدار ·  العناصر المدارية · المعلمات المادية

- (9635) 1993 XS على موقع ويكي سكاي: DSS2, SDSS, GALEX, IRAS, Hydrogen α, X-Ray, Astrophoto, Sky Map, Articles and images